# 巴迪略德拉谢拉
巴迪略德拉谢拉，是西班牙卡斯蒂利亚-莱昂阿维拉省的一个市镇。总面积46平方公里，总人口138人（2001年），人口密度3人/平方公里。